# Vladímir Xmeliov
Vladímir Xmeliov (rus: Владимир Константинович Шмелёв)  (Magadan, 31 d'agost de 1946 - Khimki, 14 de juny de 2023) és un pentatleta rus, ja retirat, que va competir sota bandera de la Unió Soviètica durant la dècada de 1970.
El 1972 va prendre part en els Jocs Olímpics d'Estiu de Múnic, on disputà dues proves del programa de pentatló modern. Junt a Boris Onishchenko i Pavel Lednyov guanyà la medalla d'or en la competició per equips, mentre en la competició individual fou cinquè.
En el seu palmarès també destaquen dues medalles d'or, dues de plata i una de bronze al Campionat del món de pentatló modern i tres campionats individuals i dos per equips soviètics.